# Pygora perrieri
Pygora perrieri är en skalbaggsart som beskrevs av Leon Fairmaire 1899. Pygora perrieri ingår i släktet Pygora och familjen Cetoniidae. Inga underarter finns listade i Catalogue of Life.